# Chu Ye-jin
Chu Ye-jin (11 de octubre de 2001) es una de actriz surcoreana.

## Carrera
Fue concursante en el programa de supervivencia Produce 101 de Mnet.

## Filmografía

### Series
| Año     | Título                                  | Rol                    | Red          | Notas     | Ref.  |
| ------- | --------------------------------------- | ---------------------- | ------------ | --------- | ----- |
| 2012    | The Best Day In My Life                 | Yoon In-sook           | MBC          |           |       |
| 2012    | Golden Time                             | Kang Jae-in            | MBC          |           |       |
| 2013    | 7th Grade Civil Servant                 | Kim Seo-won            | MBC          |           |       |
| 2013    | The Queen's Classroom                   | Han Sun-young          | MBC          |           |       |
| 2013    | Give Love Away                          | Jang Seo-young         | MBC          |           |       |
| 2014    | The Three Musketeers                    | Tan-yi                 | tvN          |           |       |
| 2015    | Divorce Lawyer in Love                  | Go Mi-hee              | SBS          |           |       |
| 2015    | To Be Continued                         | Yejin                  | MBC Every 1  | Serie web |       |
| 2017-18 | Sweet Revenge                           | Na Ban-jang            | Oksusu       | Serie web |       |
| 2020    | I'll Go To You When The Weather Is Nice | Kwon Hyun-ji           | JTBC         |           |       |
| 2020    | Tale of the Nine Tailed                 | Jung Soo-young         | tvN          |           |       |
| 2021    | Would You Like a Cup of Coffee?         | Jeong Ga-won           | Kakao TV     | Serie web | [ 2 ] |
| 2021    | Okay Kwang Sisters                      | Novia de Na Pyun-seung | KBS2         | Cameo     |       |
| 2024    | Nothing Uncovered                       | Mo Soo-rin de joven    | KBS2         |           | [ 3 ] |
| 2025    | Friendly Rivalry                        | Yoo Je-na              | U+ Mobile TV | Serie web | [ 4 ] |

### Cine
| Año  | Título                        | Papel                                     | Notas        |
| ---- | ----------------------------- | ----------------------------------------- | ------------ |
| 2012 | Un Día Que Vale La Pena Morir | Hyemi                                     | Cortometraje |
| 2013 | Mi Querida Niña, Jin-young    | estudiante de escuela intermedia Ja-young |              |
| 2014 | Papá para el Alquiler         | Chica Mala 1                              |              |

### Programas
| Año  | Título         | Papel      | Red        | Notas                                                            |
| ---- | -------------- | ---------- | ---------- | ---------------------------------------------------------------- |
| 2014 | The Kim's Show | ella misma | Tooniverse | elenco                                                           |
| 2016 | Produce 101    | ella misma | Mnet       | concursante que representa a Fantagio eliminada en el Episodio 8 |